# Dietrichsteinský palác (Brno)
Dietrichsteinský (Dietrichštejnský, Ditrichštejnský) palác je stavba v centru Brna na Zelném trhu, hlavní výstavní budova Moravského zemského muzea.

## Historie
Budova se nachází v centru města, v horní části jednoho z nejdůležitějších brněnských náměstí – Zelného trhu těsně pod brněnským dómem. Na místě pěti domů ji jako jedno z rodových sídel v letech 1614–1618 nechal postavit olomoucký biskup kardinál František z Ditrichštejna. Předpokládalo se, že plány pro stavbu vypracoval italsko-švýcarský architekt Giovanni Giacomo Tencalla, tato domněnka se však dnes považuje za málo pravděpodobnou.
Z tohoto raně barokního paláce se po radikální přestavbě Domenicem Martinellim (dvacátá léta 18. století, před rokem 1748) do vrcholně barokní podoby dochovaly jen hlavní zdi a některé klenby. Pozoruhodným a intaktně dochovaným Martinelliho dílem je vstupní portál a vestibul.
Budova sloužila v 19. století nejdříve jako Apelační a později jako Vrchní zemský soud a pro potřeby justičních úřadů byla postupně upravována; zásahy do barokní architektury paláce vyvrcholily v letech 1928–1929 nástavbou třetího, půdního patra. To už Dietrichsteinský palác sloužil převážně výstavním účelům Moravského zemského muzea, pro které byl zakoupen roku 1911. Při památkové rekonstrukci paláce v 80. letech minulého století byla tato nástavba snesena a exteriér stavby byl připodobněn původnímu baroknímu stavu, zatímco její vnitřní dispozice byla přizpůsobena modernímu muzejnímu provozu. Ten zde byl zahájen otevřením nových expozic v říjnu roku 1991.
Reprezentativní budova hostila v době českého stavovského povstání roku 1620 „zimního krále“ Fridricha Falckého a roku 1748 královnu Marii Terezii. V říjnu 1805, před bitvou u Slavkova v Dietrichsteinském paláci pobýval ruský vojevůdce Michail Illarionovič Kutuzov, jak o tom informuje pamětní deska.

## Současnost
V současnosti je budova Dietrichštejnského paláce hlavní výstavní budovou Moravského zemského muzea. Své místo zde nalezly expozice paleontologie, mineralogie, pravěku, raného středověku, dále prostory pro práci s dětmi, konferenční sál a salónek, kavárna, galerie, muzejní prodejna, zázemí.

### Přízemí
- Dětské muzeum – od roku 1992 specializované pracoviště, zaměřené na tvorbu interaktivních výstav a programů pro děti a mládež
- kavárna
- galerie „Parnas“
- muzejní prodejna
- zázemí

### První patro
- „Zaniklý život na Moravě“ – paleontologická expozice dokumentující vývoj během trvání jednotlivých geologických ér
- „Svět nerostů“ – mineralogická expozice představující nerostné bohatství Moravy a Slezska i ve světě.

### Druhé patro
- „Pravěk Moravy“ – archeologická expozice zachycující vývoj od nejstarší doby kamenné po stěhování národů.
- „Velká Morava“ – archeologická expozice dokumentující vývoj slovanského osídlení v rozmezí 6.-10. století
- „Morava ve středověku“ – historicko-archeologická expozice navazující na „Velkou Moravu“ a dokumentující vývoj především středověké vesnice do 15. století

### Třetí patro
- prostory pro dočasné (příležitostné krátkodobé) výstavy

## Galerie

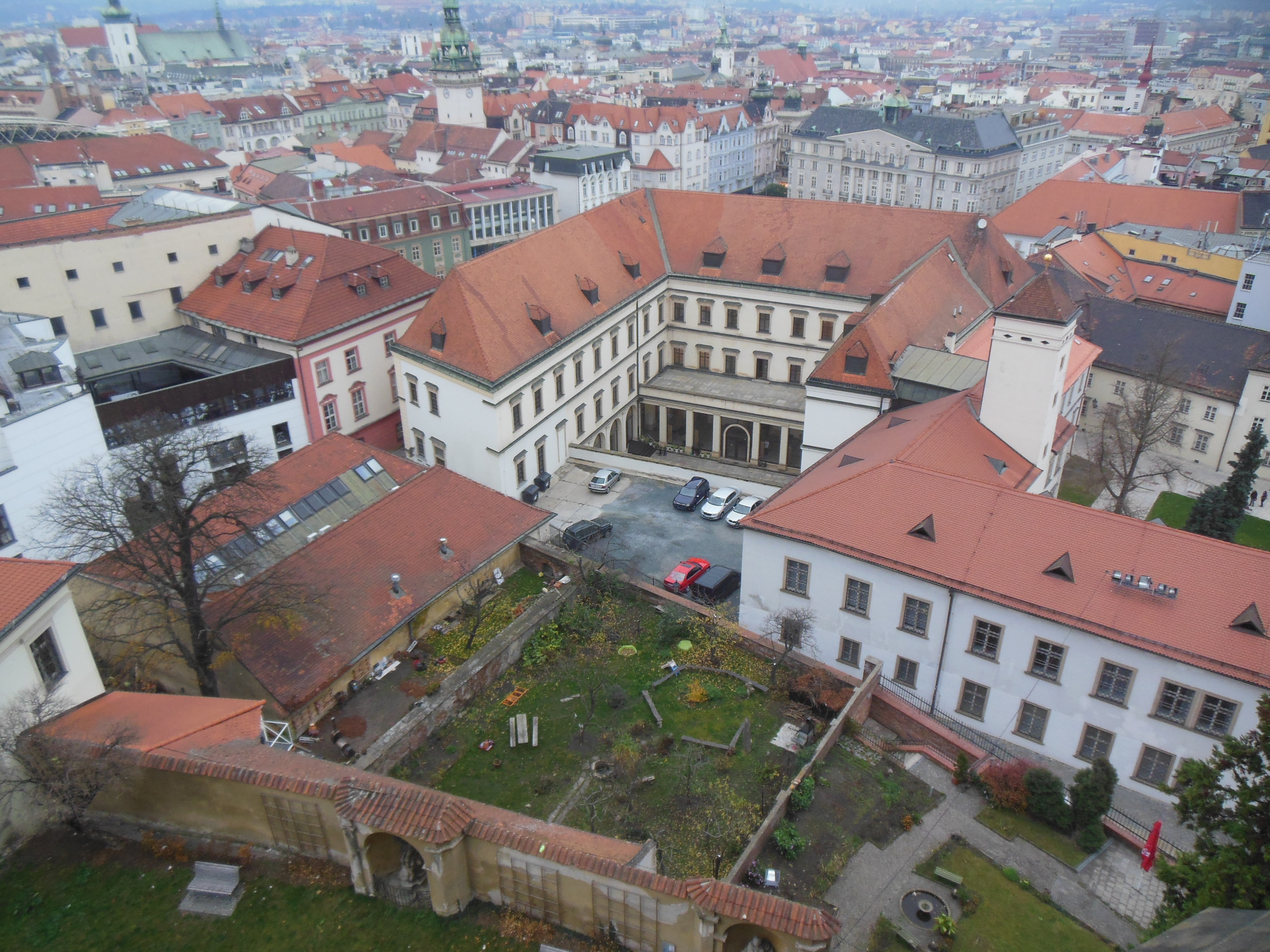
nádvoří budovy
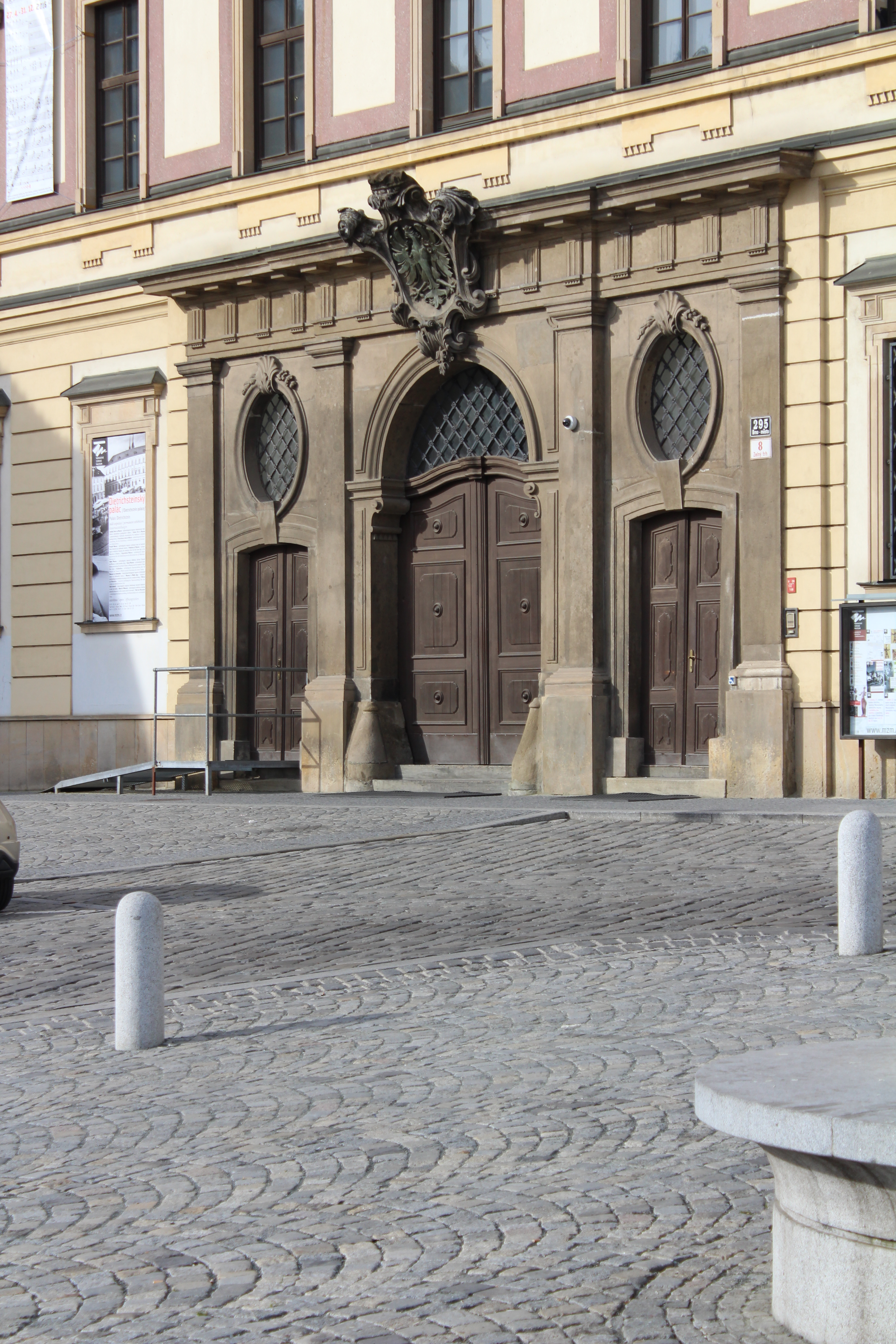
hlavní vchod
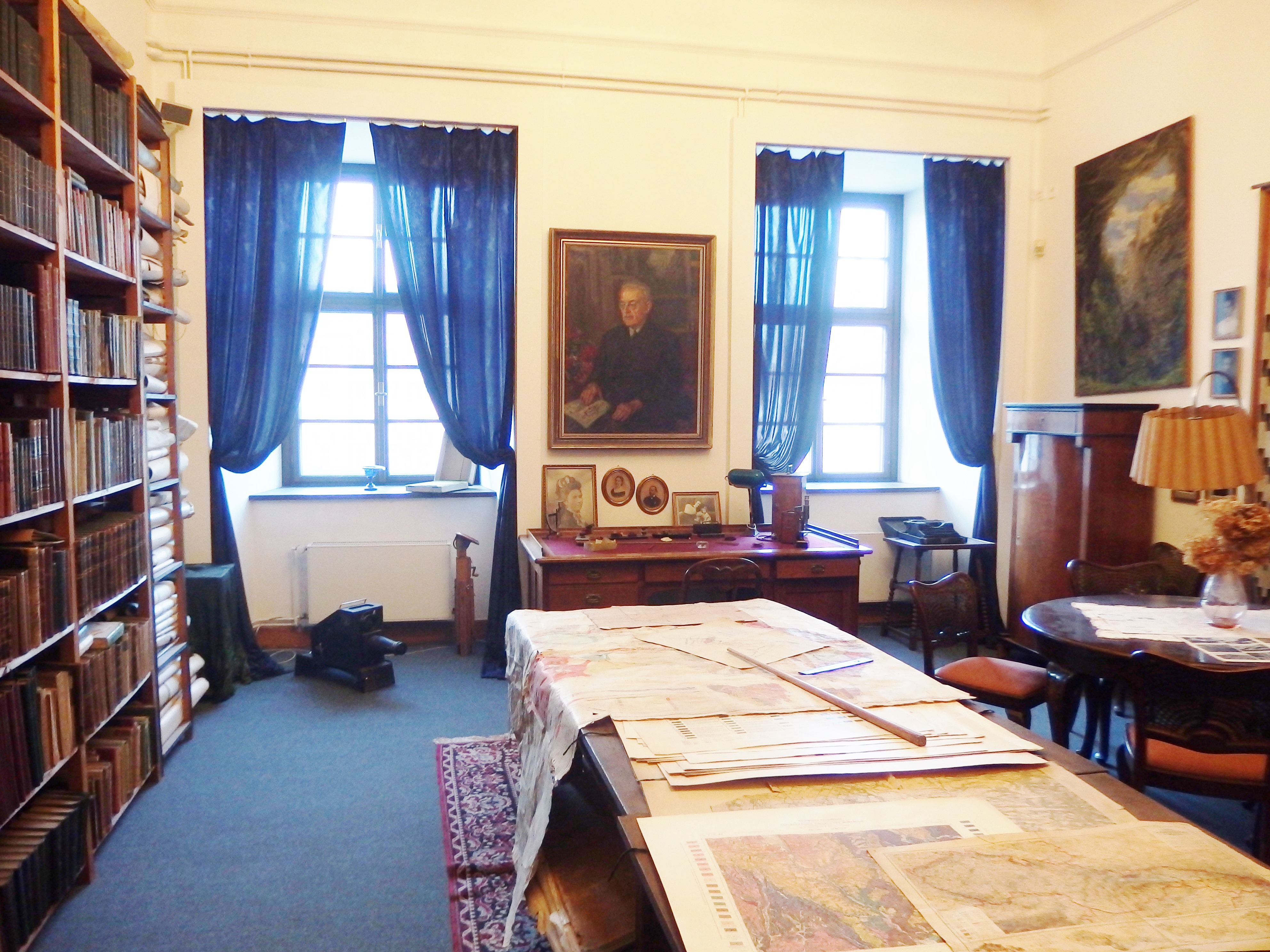
pracovna Karla Absolona, expozice MZM
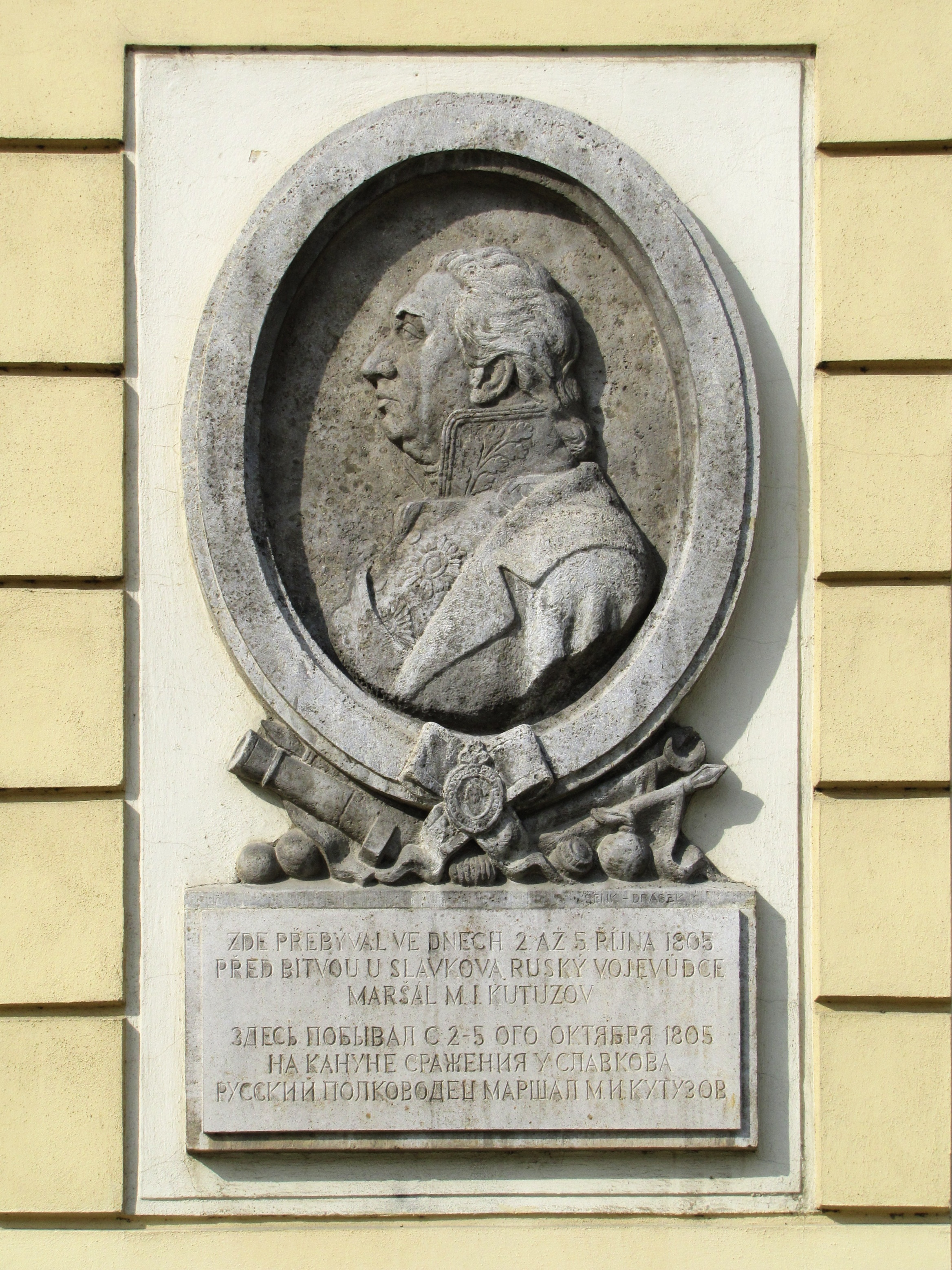
pamětní deska Michaila Kutuzova